# Liam Feeney
Pour les articles homonymes, voir Feeney.
Liam Michael Feeney-Howard (né à Hammersmith, banlieue de Londres, le 21 janvier 1987) est un footballeur anglais évoluant au poste de milieu de terrain au Scunthorpe United.

## Carrière en club
Il rejoint le club des Bolton Wanderers en juillet 2014. Le 17 mars 2016, il est prêté à l'Ipswich Town. Le 25 juin 2016, il signe un contrat de deux ans à Blackburn Rovers ce qui signifie un retour aux sources pour lui.
Le 31 août 2017, il est prêté à Cardiff City.
Le 23 août 2018, il rejoint Blackpool.
Le 17 septembre 2020, il est prêté à Tranmere Rovers.
Le 17 juin 2021, il rejoint Tranmere Rovers.
Le 26 janvier 2022, il rejoint Scunthorpe United.

## Palmarès

### En club
- Finaliste de la EFL Trophy en 2021 avec Tranmere Rovers